# 26171 Katsunorikataoka
26171 Katsunorikataoka este o planetă minoră (asteroid), cu un diametru de 9,61 km, din centura de asteroizi. A fost descoperită pe 17 ianuarie 1996 la Kitami Observatory⁠(d) de Kin Endate. 
Obiectul prezintă o orbită caracterizată de o semiaxă mare de 2,4805584 UAi, o excentricitate de 0,19, o înclinație de 4,10368 ° în raport cu ecliptica.